# Jet Set Radio Future
Jet Set Radio Future (ofta förkortat JSRF) är ett animerat spel utvecklat av Smilebit och publicerat av Sega för Xbox. Spelet gavs ut i början av år 2002. Titeln är det spelet i Jet Set Radio-serien. Liksom i föregångaren utspelar sig spelet i ett framtida Tokyo där yttrandefriheten är avskaffad. Spelaren får ta kontrollen över en medlem i ett inlinesåkande graffitigäng som åker runt och målar över andra gängs graffiti samtidigt som de håller sig undan stadens poliskår.
Musikutbudet i spelet var mycket brett och spellistan var för sin tid gigantisk, likt sin Dreamcastföregångare. Indierocken var en av de dominerande musikgenrerna i spelet, med mindre kända artister som Guitar Vader och BS 2000.